# Émile Gabory
Émile Jules Marie Emmanuel Gabory, né le 17 décembre 1872 à Vallet (Loire-Atlantique), mort le 15 mars 1954 dans la même ville, est un historien, poète, archiviste et viticulteur français.

## Biographie
Né dans une famille de vignerons, fils de Pierre Gabory, tonnelier, et de Joséphine Marie Maillard, il fait ses études primaires et secondaires au collège Saint-Stanislas à Nantes, étudie une année la philosophie à Carnac sous la direction de l'abbé Dejoie et obtient sa licence de droit. Il fait ensuite son service militaire pendant deux ans au 93e régiment d'infanterie de ligne à La Roche-sur-Yon. Sur les conseils du comte de Berthou, il entre à l'École nationale des chartes le 7 novembre 1896. En 1899, étudiant, il est grièvement blessé dans un accident ferroviaire qui fait de nombreux morts près de la gare de Juvisy. L'indemnité que lui verse la compagnie ferroviaire lui permettra de visiter la Grèce, l'Égypte et la Palestine. Il est diplômé de l'École des chartes et obtient le titre d'archiviste-paléographe le 30 janvier 1902, après avoir soutenu en 1901 une thèse intitulée La Marine et le commerce de Nantes au XVIIe et au commencement du XVIIIe siècle. (1661-1715).
Le 20 avril 1905, il est nommé au poste d'archiviste du département de la Vendée, puis de la Loire-Inférieure en 1911 et commence ses études historiques. Il se rattache à la méthodologie historique. Ses blessures lui valent d'être réformé en 1914, il s'occupe alors du service des réfugiés de Loire-Inférieure.
Il prend sa retraite le 17 février 1937 et devient premier adjoint au maire de Vallet. Il est élu au conseil général en 1938, puis est réélu en 1945.
Il meurt à Vallet, le 15 mars 1954.

## Apport à l'histoire de la guerre de Vendée
Pour l'historien Jean-Clément Martin, Gabory « est l'un des premiers à étudier systématiquement les archives des fonds anglais concernant la Vendée, tout en écrivant une histoire, elle aussi, plutôt favorable aux Blancs ». L'historien Alain Gérard considère pour sa part Émile Gabory comme « un véritable historien que son indépendance avait rendu suspect aux deux camps ».
Selon Jacques Hussenet : « les livres d'Émile Gabory constituent une excellente transition entre les travaux du XIXe siècle et les recherches de la deuxième partie du XXe, qu'ils préfigurent en tirant le meilleur parti possible des pièces d'archives. On leur doit, entre autres, des apports neufs sur les réfugiés et les rapports avec l'Angleterre ». Républicain de droite, « archiviste de la Vendée de 1905 à 1910, puis de la Loire-Inférieure de 1911 à 1937, il n'a jamais fait mystère de ses sympathies vendéennes, ce qui lui a valu d'être presque systématiquement répertorié parmi les auteurs contre-révolutionnaires. Il s'agit là d'une erreur d'appréciation, car Émile Gabory, traqueur infatigable de pièces d'archives, y compris en Angleterre, raisonne constamment en historien et non en militant ou en hagiographe. Le plus souvent, il atteint à l'impartialité, à la différence de Crétineau-Joly, de Michelet, de Muret, de Chassin, des abbés Deniau, de Jaurès ou de Mathiez ».

## Ouvrages
- Histoire des Guerres de Vendée — sept volumes sur les guerres de Vendée, rassemblés in fine dans un même ouvrage en 1932 —, Perrin éd. :
  - Napoléon et la Vendée, 1913[7]-1914[8], prix Thérouanne 1914 de l'Académie française, Perrin éd.
  - Les Bourbons et la Vendée, 1923[9], prix Thérouanne 1923 de l'Académie française, Perrin éd..
  - La Révolution et la Vendée, prix Thiers 1928, 3 volumes, Perrin éd. :
    - « Les Deux Patries », 1925[10]
    - « La Vendée militante et souffrante » 1926[11]
    - « La Victoire des vaincus » 1927[11]

  - L'Angleterre et la Vendée, Granville, Quiberon, l'île d'Yeu, 2 volumes, 1930-1931[12], grand prix Gobert 1931, Perrin éd.
- Un département breton pendant la guerre (1914-1918). Les Enfants du Pays nantais et le XIe corps d'armée, 1914-1919[13]. Préface du Maréchal Foch, Perrin éd, [lire en ligne].
- La Vie et la mort de Gilles de Raiz (dit, à tort, « Barbebleue »), Paris, Librairie académique Perrin et Cie, coll. « Énigmes et drames judiciaires d'autrefois », 1926, 244 p. (présentation en ligne), [présentation en ligne].
- Le Meurtre de Gilles de Bretagne : 1450, 1929, Perrin éd.
- Les bourgeois dans la tempête : Le Voyage à Paris des 132 Nantais, 1933[14], Perrin éd.
- Les femmes dans la tempête ; Les Vendéennes, 1935, Perrin éd, [lire en ligne].
- L'union de la Bretagne à la France : Anne de Bretagne, duchesse et reine, 1941[15], [lire en ligne].
- Un grand évêque oublié : Monseigneur Duvoisin, évêque de Nantes, aumônier de l'impératrice Marie-Louise, Nantes, Aux portes du large, 1947.
- Les grandes heures de la Vendée : les convulsions de l'ouest, posthume, Lib. Perrin, 1963, [lire en ligne].

### Œuvres poétiques
- Les Visions et les voix, 1902.
- L'édelweiss, 1904, Paris, Vanier éd.

## Hommages
Le nom d'un boulevard lui été attribué en sa mémoire dans le quartier Saint-Jacques à Nantes.